# Velile

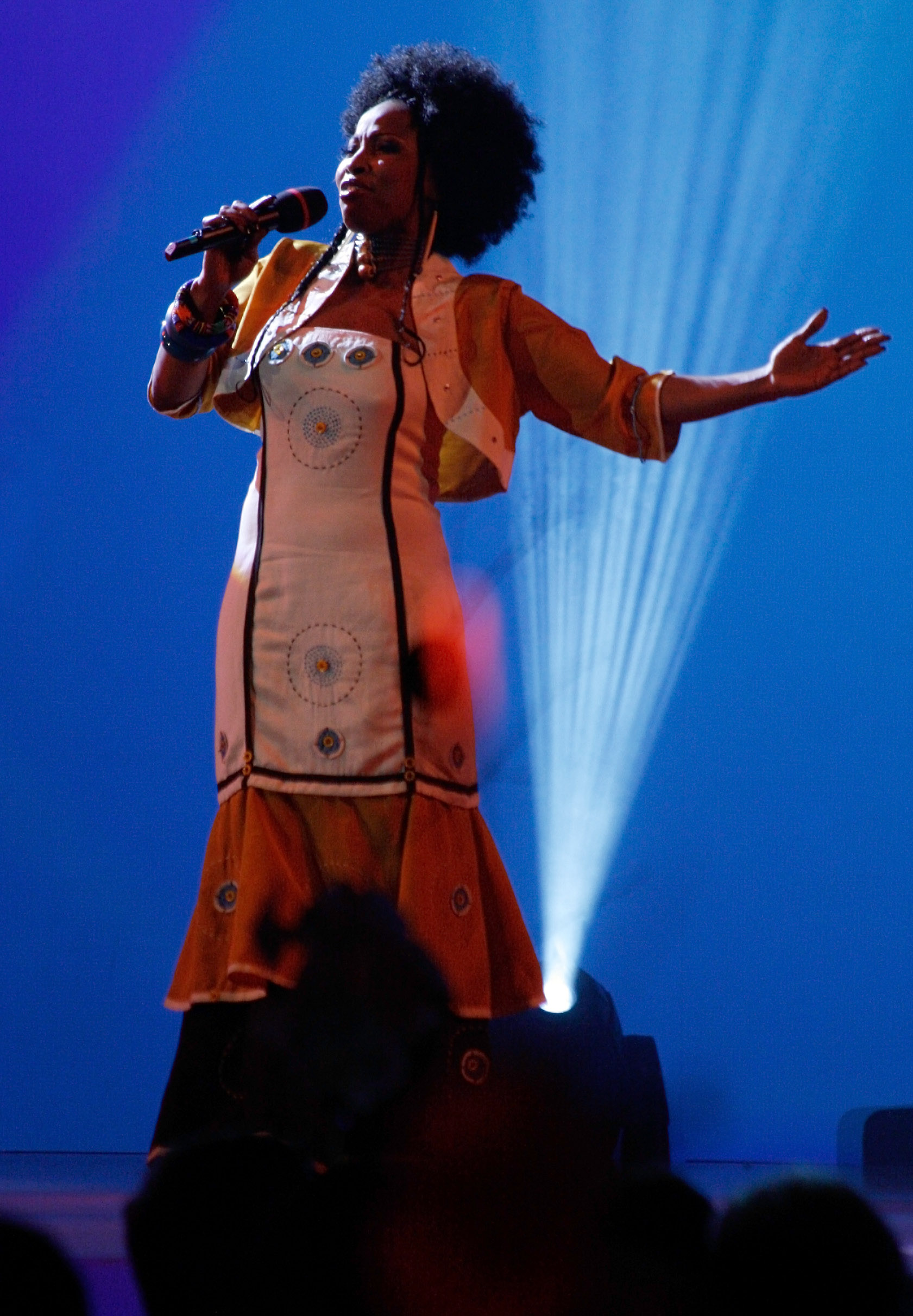
Velile (2010)

Velile Mchunu (* 1973 in KwaMashu, Natal, Südafrika, bekannt als Velile) ist eine südafrikanische Sängerin und Musicaldarstellerin. Bekannt wurde sie insbesondere durch den Song Helele, der von RTL und dem Schweizer Fernsehen in der Berichterstattung zur Fußball-Weltmeisterschaft 2010 in Südafrika genutzt wurde, und in Deutschland auch als Hauptdarstellerin in der Hamburger Produktion des Musicals Der König der Löwen.

## Leben
Mchunu wuchs in einem Township nahe der südafrikanischen Stadt Durban auf und besuchte die Schauspielschule „Committed Artist Academy“ in Johannesburg. 1999 trat sie zusammen mit Stevie Wonder und Michael Jackson anlässlich Nelson Mandelas Geburtstag auf. In Hamburg spielte sie von 2001 bis 2010 die Hauptrolle der Schamanin Rafiki im Musical Der König der Löwen. Weiter hatte sie Auftritte in dem Musical Sarafina sowie dem gleichnamigen Film. Ebenso zählten Produktionen wie Robens a Cruise-ou, Umoja, Drums and Dreams sowie Matamata zu weiteren Stationen ihrer Karriere. Ebenso ging sie mit den Musicals Izidumo und Ipi Ntombi auf Tournee. Als Solistin wirkte sie 2006 bei der Tourproduktion „Best of Musical“ mit.
2010 wurde der auf isiZulu gesungene Song Helele von Velile und dem dänischen Musiker-Duo Safri Duo anlässlich der Fußball-Weltmeisterschaft 2010 veröffentlicht. Der Song ist sowohl auf Veliles Debüt-Album, das am 18. Juni 2010 veröffentlicht wurde, als auch auf dem Greatest-Hits-Album des Safri Duos enthalten. Produziert wurde Helele genauso wie Tales from Africa vom Flensburger Produzententeam Elephant Music, das in Zusammenarbeit mit Velile auch den größten Teil des Albums komponiert hat. Das Album erreichte Platz 3 in den deutschen Charts.
Im Juli 2011 erschien ihre dritte Single Injabulo und ihr zweites Studioalbum Lion Queen folgte am 22. Juli 2011.
Seit Anfang 2013 ist Velile bei Hanseatic Music Group unter Vertrag. Ebenfalls seit 2013 absolviert sie Live-Auftritte mit der African-Jazz-Band Soko. Auch ist sie als Hintergrundsängerin auf dem 2015 erschienenen Album Aeria von Oonagh zu hören.

## Diskografie
Alben
- Tales from Africa (2010)
- Lion Queen (2011)

Singles
- Helele (Velile & Safri Duo) (2010)
- Kuyabanda (2010)
- Injabulo (2011)